# Underscore.js
آندر اسکور یک کتابخانهٔ جاوا اسکریپت است که با کار با تابع‌های مختلف که از پیش نوشته شده‌اند کار را برای کاربران ساده‌تر می‌کند. آندر اسکور در حال حاضر بیش از ۱۰۰ تابع دارد.